# Lindernia ciliata
Lindernia ciliata é uma espécie botânica do gênero Lindernia pertencente à família Linderniaceae.